# Stalijska machala
Stalijska machala (bulgariska: Сталийска махала) är ett distrikt i Bulgarien.   Det ligger i kommunen Obsjtina Lom och regionen Montana, i den nordvästra delen av landet, 120 km norr om huvudstaden Sofia.
Trakten runt Stalijska machala består till största delen av jordbruksmark. Runt Stalijska machala är det ganska glesbefolkat, med 23 invånare per kvadratkilometer.